# الحزب الديمقراطي الكردي السوري
الحزب الديمقراطي الكردي السوري (P.D.K.S) هو حزب سوري تأسس تحت اسم (بارتي ديمقراطي كردستان - سوريا)عام 1957 بجهود نخبة من المثقفين والسياسيين الكرد وهم المناضلين رشيد صبري، أوصمان حمو، حمزة حنان، فيصل يوسف، عزيز داوود، أحمد قاسم، مصطفى حنيفي، خيرالدين مراد، مشعل تمو، شوكت نويران (نعسان)،جميل أحمد سيدو(قرية جقلمة)، أستاذ خليل علي خوجه، محمد محمد.
وفي عام 1963 انقسم الحزب المذكور إلى حزبين أولهما باسم الحزب الديموقراطي السوري (اليساري) بقيادة صلاح بدر الدين وثانيهما الحزب الديمقراطي التقدمي الكردي بقيادة فيصل يوسف، وبقي الصراع محتدما بين الحزبين المذكورين، إلى أن تم توقيع بيان 11 آذار 1970 بين الحكومة العراقية وقيادة الحركة الكردية في كردستان العراق حيث اعترقت الحكومة العراقية بموجبها بالحكم الذاتي في إقليم كردستان العراق.
و في حزيران من عام 1983 بعد الانقسام الذي حصل تلقى مجموعة من هؤلاء من الشخصيات السياسية رسالة من الملا مصطفى البارزاني لاستضافتهم في كردستان العراق.
وهناك تدارس الطرفان المنشقان أوضاع أكراد سوريا والحركة الكردية فيها، وتوصلا إلى ضرورة توحيد الحزبين المذكورين في حزب واحد. وقد كلف الملا مصطفى البارزاني عناصر بعثية من كلا الحزبين وشخصيات غير منظمة، بمتابعة هذا الموضوع بتكليف من الملا مصطفى البارزاني، وتدارس موضوع الحركة الكردية مع الشخصيات التي قدمت إلى كردستان العراق، وبدؤوا بالاعداد للمؤتمر الوطني لأكراد سوريا الذي انعقد تحت رعاية الملا مصطفى البارزاني في قصبة «آخ دايى» في منطقة عفرين.
وتم فيه اقرار المنهاج والنظام الداخلي للحزب، وانتخاب قيادة مرحلية(يكيتي) للحزب الديموقراطي الكردي السوري.
يدعو الاحزاب الكردية في سوريا إلى احترام الخصوصية الدينية والاعتراف رسمياً بوجود الشعب الكردي في سوريا كثالث قومية والالتزام بموجبات ذلك وإلى المشاركة الكردية في البلديات وإدراة المطاحن وإلى بناء مجتمع ناضج قادر على توفير مكونات السلطة الوطنية على أساس الانتماء الوطني السوري الذي يحترم التعدد والتنوع بكافة أشكاله الأثنية والثقافية والسياسية.